# Renato Zaccarelli
Renato Zaccarelli (Ancona, 18 de janeiro de 1951) é um ex-futebolista profissional e treinador italiano que atuava como meio-campo.

## Carreira
Renato Zaccarelli representou a Seleção Italiana de Futebol, na Copa do Mundo de 1978, ele fez cinco partidas e um gol.